# Гонгало, Бронислав Мичиславович
Бронислав Мичиславович Гонгало (род. 6 января 1956, с. Ростовка, Келлеровский район, Кокчетавская область) — советский и российский учёный-правовед, доктор юридических наук, профессор, специалист в области гражданского права. Заслуженный юрист Российской Федерации (2013). Заведующий кафедрой гражданского права Уральского государственного юридического университета имени В. Ф. Яковлева, ректор Уральского отделения Российской школы частного права, член Совета по кодификации и совершенствованию гражданского законодательства при Президенте Российской Федерации.

## Биография
Родился 6 (по паспорту — 5) января 1956 года в Казахской ССР, куда его родители перед Великой Отечественной войной были выселены с Кубани по национальному признаку (поляк и немка). До пяти лет говорил только на немецком языке.
В 1972 году поступил в Челябинский юридический техникум. После получения аттестата о среднем специальном образовании (1974 год) работал в Джезказганском областном отделе социального обеспечения. С 1974 по 1976 проходил срочную службу в рядах Вооружённых сил СССР, где от санинструктора дослужился до заведующего столовой. В 1981 году с отличием окончил рабочий факультет Свердловского юридического института и поступил в очную аспирантуру этого института по кафедре гражданского права. В июне 1984 года под руководством профессора О. А. Красавчикова защитил диссертацию на соискание ученой степени кандидата юридических наук по теме «Основания изменения жилищных правоотношений». В январе 1999 года защитил диссертацию на соискание ученой степени доктора юридических наук по теме «Гражданско-правовое обеспечение обязательств». Проходил научную стажировку в Лейпцигском и Штутгартском университете (Германия).
С 1984 года — последовательно преподаватель, старший преподаватель, доцент, профессор кафедры гражданского права СЮИ — УрГЮА. В 2000 году возглавил кафедру гражданского права. С сентября 1999 года является руководителем Уральского отделения Российской школы частного права.

## Научная деятельность
Автор более 90 научных трудов по актуальным проблемам гражданского права, в том числе ряда монографий «Учение об обеспечении обязательств. Вопросы теории и практики», соавтором книг «Комментарий к закону о залоге», «Комментарий к закону о государственной регистрации прав на недвижимое имущество и сделок с ним», «Комментарий к закону о государственной регистрации юридических лиц», «Настольная книга нотариуса», учебников «Нотариальное право», «Гражданское право», «Семейное право» и других работ.
Является членом Совета по кодификации и совершенствования гражданского законодательства при Президенте РФ и рабочей группы по разработки Жилищного кодекса РФ, членом диссертационного Совета по присвоению ученой степени доктора юридических наук при УрГЮУ, членом редакционных советов (коллегий) ряда цивилистических и других правовых изданий. Активно участвует в законотворческой работе, является членом научно-консультационных советов арбитражного суда Уральского федерального округа, арбитражного суда Свердловской области, управления службы судебных приставов Свердловской области и пр.
Принимал участие в реализации ряда международных правовых программ, проводимых Российской Федерацией совместно с Правительством Швейцарской Конфедерации, ТАСИС, Высшим Советом нотариата Франции, Международным союзом Латинского нотариата, в связи с чем совершил ряд рабочих поездок в Ганновер, Париж, Мехико, Прагу, Барселону и т. д.

## Награды
- Медаль Министерства юстиции Российской Федерации им. А. Ф. Кони (2001)
- Почетная грамота Государственной Думы Федерального Собрания Российской Федерации за существенный вклад в развитие законодательства Российской Федерации (2005)
- Заслуженный юрист Российской Федерации (2013[2])